# Margattea baluensis
Margattea baluensis är en kackerlacksart som först beskrevs av Hanitsch 1933.  Margattea baluensis ingår i släktet Margattea och familjen småkackerlackor. Inga underarter finns listade i Catalogue of Life.